# Михаило Мировић
Михаило(Ивана) Мировић (Васиљевац, ? — Нови Сад, 1919) био је српски поручник. Носилац је Карађорђеве звезде са мачевима.

## Биографија
Рођен је у Васиљевцу од оца Ивана и мајке Госпаве. До ратова је живео у свом селу као земљорадник. У ратовима је прошао све степенице од редова до поручника. Био је познат као један од најхрабријих ратника о којем су писале тадашње српске новине. Мировић је један од ретких ратника који је одликован и војничким и официрским орденом Карађорђеве звезде са мачевима. У ратовима је био непрекидно од 1912.до 1918. године. У Другом пешадијском пуку Моравске дивизије рањаван је седам пута: у груди, ноге, руке, раме... Први пут одликован је Златним војничким орденом КЗм као резервни наредник за показану храброст у ноћној борби на Церу, када је одлучен исход Церске битке. Други пут је одликован официрским орденом КЗм ИВ реда за подвиге на Солунском фронту у борбама на Црној Реци 1916. године, када је као потпоручник био командри митраљеског одељења 3.батаљона „Гвозденог пука.
Поред две КЗм са мачевима одликован је и са две Златне медаље за храброст, једном Сребрном медаљом за храброст, орденом Белог орла са мачевима В реда, руским орденом св.Ђорђа IV реда итд. После ратова активиран је као поручник и служио је у Новом Саду где је несрећним случајем погинуо 1919. године.
Са супругом Милицом имао је сина Стевана.